# Valeria Miani
Valeria Miani (Padova, 1563 – 1620) è stata una drammaturga italiana, nota per le opere Amorosa Speranza, una commedia pastorale, e Celinda.
Quest'ultima è famosa per essere la prima e unica tragedia, tra le opere finora conosciute, scritta e pubblicata da una donna italiana nel Cinquecento. Con la pubblicazione della prima opera invece, Miani fu la terza donna in Italia a scrivere seguendo il genere pastorale, allora da poco divenuto popolare.
Le opere di Valeria Miani si addentrano in temi quali il travestitismo, la morte e il castigo, le virtù della donna e la resilienza femminile. Miani sposò Domenico Negri nel 1593, e con lui ebbe cinque figli: Isabetta, Isabella, Lucretia, Guilio, e Anzolo.

## Biografia

### Primi anni di vita
Valeria Miani è nata nel 1563 in Italia, probabilmente nella città di Padova, situata allora nella Repubblica di Venezia e sede di un prestigioso ateneo.
L'identità della madre è sconosciuta, mentre il padre, Vidal Miani, era un avvocato padovano. Oltre a praticare tale attività, il padre insegnava legge e affittava delle stanze agli studenti per aumentare i guadagni. Si riporta che Valeria Miani avesse un fratello prete e una sorella di nome Cornelia. Sembra però probabile che avesse altri fratelli, in modo tale che ci fosse almeno un figlio maschio a poter diventare erede della famiglia. Infatti, in questo periodo storico, non sarebbe stato visto di buon occhio avere l'unico figlio maschio nel clero e nessuno incaricato a portare avanti il casato e la professione paterna.

#### Educazione

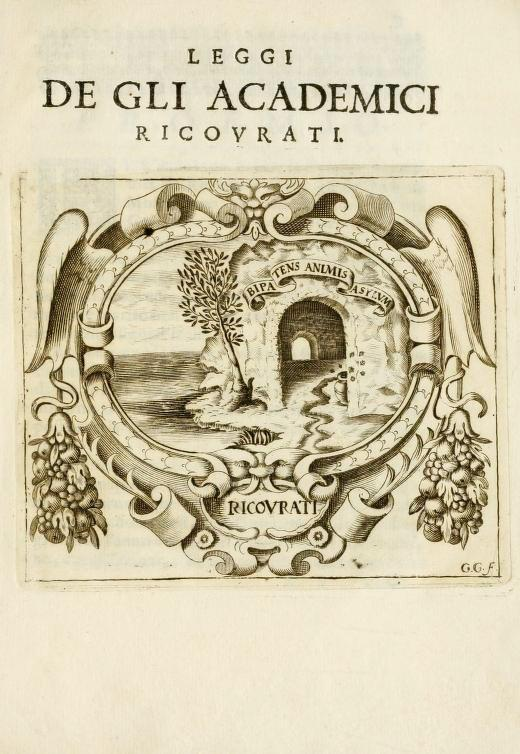
L'immagine usata come emblema dai Ricovrati.

Non ci sono testimonianze scritte riguardo alla scuola frequentata da Miani. Tuttavia molte ragazze allora venivano educate in convento, quindi è possibile che anche Miani vi sia stata. Quest'ultima, comunque, ebbe contatti con vari ambienti culturali padovani, tra cui con l'Accademia dei Ricovrati di Padova, composta da intellettuali e professori sia stranieri che italiani. Questa Accademia, attiva dal 1599, fu la prima ad essere fondata a Padova. Tra i suoi 25 fondatori c'era Galileo Galilei, famoso scienziato italiano. Decenni più tardi Valeria Miani ebbe contatti con i Ricovrati, l'Accademia divenuta nota per la sua ampia accettazione delle donne tra i suoi membri. Tuttavia non si sa se, ai tempi di Miani, i Ricovrati permettessero alle donne di diventare membri a pieno titolo dell'Accademia e, in tal caso, se Miani lo fosse o meno.

### Matrimonio e famiglia
Miani si sposò all'età di trent'anni, il 22 settembre 1593, con Domenico Negri, uomo nobile di cui non conosciamo l'occupazione. La cerimonia formale si tenne alla Chiesa degli Eremitani, mentre il contratto di matrimonio venne firmato nella città natale dello sposo, Venezia. Rispetto alle altre donne italiane di quel periodo con un'estrazione sociale simile a quella di Miani, trent'anni può essere considerata un'età troppo avanzata per sposarsi. Tuttavia non lo era per una donna del mestiere di Valeria Miani: in questo secolo anche altre scrittrici si sposarono come lei in tarda età. La scrittrice e poetessa veneziana Moderata Fonte si sposò all'età di ventisette anni, mentre l'autrice e attivista per i diritti delle donne Lucrezia Marinelli, anche lei veneziana, si sposò a trentacinque anni.
Miani e il marito ebbero cinque figli. Tre figlie, chiamate Lucrezia, Isabella, e Isabetta, e due figli, chiamati Giulio ed Anzolo. Tutti e sette, vissero insieme presso la parrocchia di Santa Sofia, nella zona, così detta, di "Ponte pidocchioso".
Domenico Negri morì tra il 1612 e il 1614. Dopo la morte del marito, Miani non pubblicò più nulla terminando così la sua carriera letteraria.

### Morte
Si sa molto poco riguardo alla morte di Valeria Miani. È noto che morì nel 1620 ma non viene fornita una data specifica. Sconosciuto è anche il luogo della sua morte, però è probabile che fosse nei pressi del suo paese di nascita.

## Opere

### Amorosa Speranza

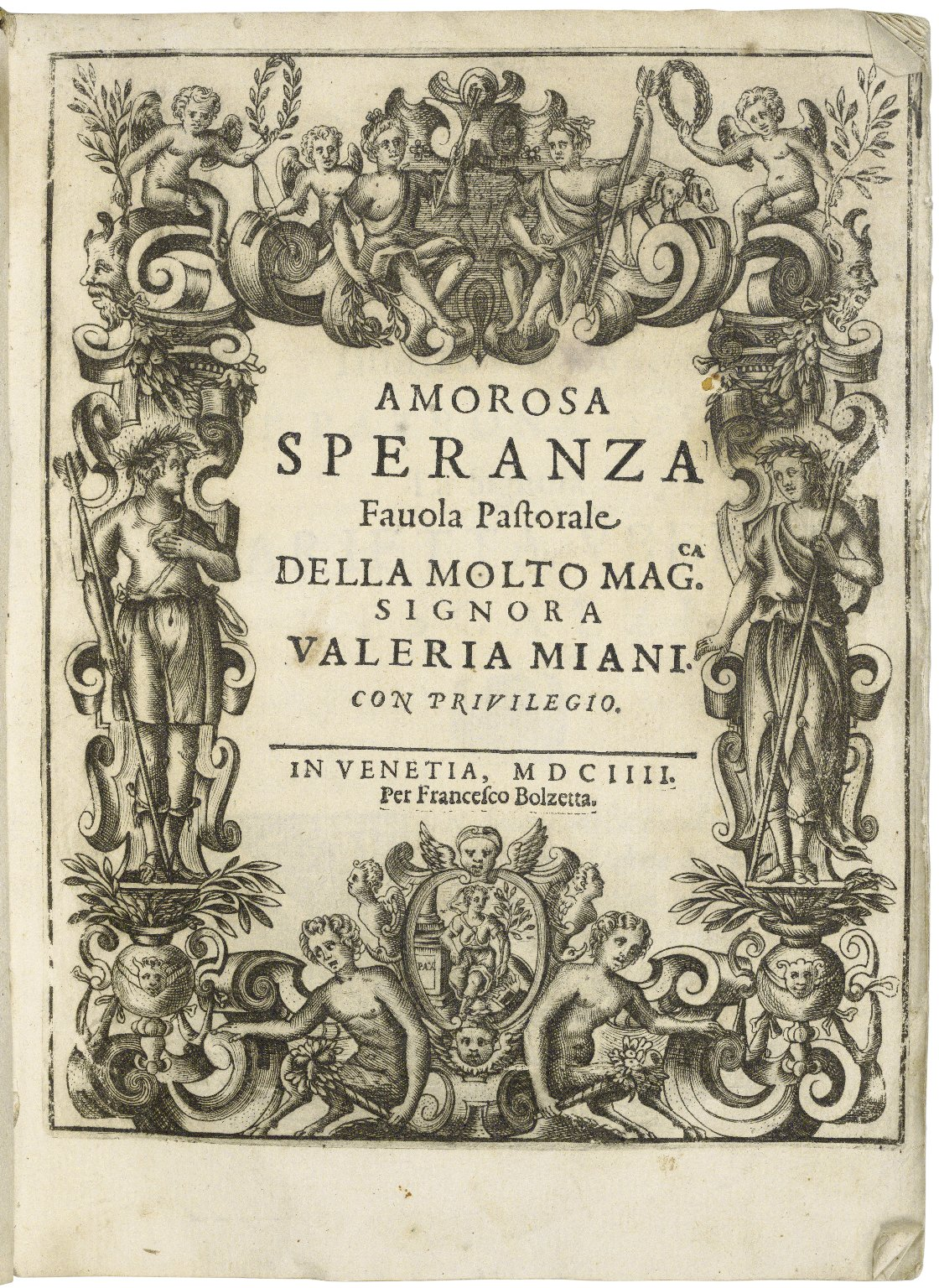
La copertina di Amorosa speranza, opera di Valeria Miani.

La prima commedia pastorale di Miani, Amorosa Speranza, venne pubblicata nel 1604. La pubblicazione di questo lavoro impiegò sei anni, in quanto lo aveva mandato al suo editore già nel 1598. L'editore, Francesco Bolzetta, ebbe quindi l'opera teatrale nelle sue mani per anni prima di decidere di mandarla in stampa. Bolzetta era il principale editore dei Ricovrati di Padova, l'Accademia con la quale Miani era in contatto. Con la pubblicazione di Amorosa Speranza, Miani divenne la terza donna in Italia ad aver pubblicato un'opera teatrale di stampo non religioso. La particolarità di quest'opera, infatti, è che si svolge in ambiente bucolico ed ha come protagonisti ninfe e satiri.
Amorosa Speranza non sembra essere stata scritta per essere stampata e divulgata, ma principalmente per essere recitata. Diverse volte, nel corso dell'opera, l'attore si rivolge al pubblico, tanto che il prologo è indirizzato quasi completamente verso di esso.
La trama di Amorosa Speranza ruota intorno alla vita della virtuosa Venelia, che viene abbandonata dal marito dopo la prima notte di nozze. Venelia si impegna nel corso dell'opera per liberarsi dagli indesiderati tentativi di seduzione di due pastori, Alliseo e Isandro. Miani inserisce nel racconto un altro personaggio rilevante, una ninfa, che protegge i personaggi principali dalla devianza dei satiri, grazie alla sua astuzia. Il ruolo di questa ninfa è importante perché sottolinea l'indipendenza e l'autonomia che i personaggi femminili hanno all'interno della storia.

### Celinda
La seconda opera pubblicata da Miani è Celinda, e venne pubblicata sette anni dopo Amorosa Speranza, nel 1611. Si tratta di una tragedia, ed è stata, tra quelle finora conosciute, la prima - e anche l'unica di tutto il Cinquecento - ad essere scritta e pubblicata da una donna in Italia. Così come è stato per Amorosa Speranza, anche Celinda venne pubblicata dall'editore ufficiale dei Ricovrati, Francesco Bolzetta. Nel periodo in cui Celinda fece il suo esordio, il genere della tragedia stava diventando molto popolare: vennero pubblicate all'incirca 60 nuove tragedie nel 1611. Sebbene Celinda godesse di una certa popolarità tra la stampa, non ci sono prove che testimonino se sia mai effettivamente stata messa in scena o meno. Ciò è in parte dovuto al fatto che all'epoca il pubblico non amava le tragedia in quanto creduta portatrici di cattivi presagi. Inoltre, si trattava di spettacoli dispendiosi da mettere in scena a causa della paga degli attori e del dover ricreare le immagini sanguinose e violente caratteristiche dell'opera.
La protagonista dell'opera è Celinda, e la trama della tragedia riguarda appunto la sua storia. Celinda è una principessa quindicenne che ha una relazione proibita con il principe di Persia Autilio. Lei, inizialmente si innamora della sua dama di compagnia Lucinia, senza sapere che sotto quelle vesti si nasconde proprio il principe di Persia. Quest'ultimo, accesosi di desiderio dopo aver visto un ritratto della principessa, si era travestito da donna per poterle vivere accanto. La passione segreta darà un figlio a Celinda, ma nel frattempo la situazione si complica. Da un lato il padre della giovane, Cubo, re di Lidia, si innamora di Lucinia e la chiede in sposa; dall'altro scoppia la guerra tra Persia e Lidia, e Autilio perde la vita prendendovi parte. Celinda, prima di dare alla luce il figlio illegittimo, si suicida, chiedendo di venire sepolta nella stessa tomba dell'amante.
L'intera opera rappresenta nel dettaglio l'orrore e la tragedia che colpiscono i due giovani amanti, ed è completa di suicidi e vendette, entrambi motivi molto comuni in questo genere teatrale.